# Сима Янь (Чен-ді)
Сима Янь (спрощ.: 司馬衍; піньїнь: Sima Yan; 321 — 26 липня 342) — 7-й імператор з династії Цзінь і 3-й володар Східної Цзінь у 325—342 роках.

## Життєпис

### Регентство
Походив з імператорського роду Сима. Був сином імператора Сима Шао та представниці аристократичного клану Юй — Веньцзюнь. Останній, відчуваючи невиліковність своєї хвороби, 325 року проголосив сина спадкоємцем трону, водночас визначивши групу з чотирьох регентів. Вони повинні були керувати державою за малолітнього імператора. Того ж року Сима Шао помер і Сима Янь став новим володарем імперії під іменем Чен-ді.
Спочатку найвпливовішим регентом став дядько імператора Ю Лян, що зберіг посаду чжуншуліна. Він поступово відсторонив від влади відомих військовиків, а потім, 326 року, звинуватив родича імператора Сима Чжуна у зраді. Зрештою, 327 року, інтриги Ю Ляна призвели до заколоту під проводом Су Цзуна, який захопив столицю Цзянкан. Ю Лян вимушений був тікати до свого друга Вень Цзябао, губернатора провінції Цзян (сучасна Цзянсі). В той час Су Цзун поставив новим регентом Ван Дао, але фактично керував країною. У 328—329 роках відбулося кілька битв біля фортеці Шітоу, куди Су Цзун відправив імператора. В тих боях Ю Лян і його прибічники здобули перемогу, а Су Цзун та його брат Су І загинули.
Незважаючи на перемогу, Ю Лян був змушений відмовитись від спроби повернути собі владу, а регентом залишився Ван Дао, який зайнявся відновленням зруйнованої столиці. Проте конфлікти між впливовими родами й далі спалахували. Цим 329 року скористалося північне царство Пізня Чжао, яке вторглось до центрального Китаю й захопило міста Лоян, Шоучун (у сучасній провінції Аньхой), Саньан (сучасний Сянфань, провінція Хубей), останній було повернуто 332 року. Втім 333 року Пізня Чжао заволодіа провінцією Нін (частина сучасних провінцій Юньнань і Ґуйчжоу). 337 року очільник Мужун Хуан, вождь племені сяньбі, відчуваючи слабкість Східної Цзін проголосив незалежність.
Внаслідок відсутності згоди у центральному уряді, імперія не зуміла протидіяти зовнішній загрозі та внутрішньому безладу.

### Правління
Після смерті Ван Дао 339 року  імператор Чен-ді формально перебрав кермо влади на себе, проте фактично політику визначали впливові міністри, зокрема дядько Ю Лян. Того ж року він організував великий похід проти держави Пізня Чжао, який завершився цілковитою поразкою. Східна Цзінь втратила велике місто Чжучжень (сучасний Хуанган, провінція Хубей).
Після смерті Ю Ляна 340 року діяльність імператора стала ще більш безпорадною. Посаду канцлера отримав Юй Бін, брат Юй Ляна, призначивши іншого свого брата — Юй І на посаду дудуд (губернатора) стратегічної провінції Цзінчжоу. Спроби посилити економічну та військову міць всередині країни не дали особливо позитивного результату. 
З огляду на те, що його сини померли, імператор Чен-ді 342 року визнав своїм спадкоємцем брата Сима Юе. 26 липня того ж року імператор помер.